# Fritz Hopf
Fritz Hopf (* 14. April 1907 in Welzheim; † 7. Januar 1999 in Nördlingen) war ein deutscher Ingenieur, Unternehmer und Mäzen in Nördlingens Nachkriegs-Kulturleben.

## Leben
Fritz Hopfs Vater Albert Hopf war höherer Postbeamter. Durch dessen Versetzung nach Stuttgart gelangte die Familie 1911 in die Landeshauptstadt. Der Vater war liberal eingestellt, Mitglied einer Freimaurerloge und der Deutschen Demokratischen Partei. Über ihn kam Fritz in Kontakt mit Reinhold Maier, dem er bis zu dessen Tod verbunden blieb.
Bereits mit 17 Jahren machte Hopf Abitur und immatrikulierte sich an der Technischen Hochschule Stuttgart in den Ingenieurwissenschaften. Er schloss sich in dieser Zeit (1925) auch der Burschenschaft Alemannia Stuttgart an; bei einer Mensur holte er sich einen zeit seines Lebens gut sichtbaren Schmiss.
Er unterbrach sein Studium, um – noch nicht volljährig – als Heizer auf Überseeschiffen anzuheuern. Nach seiner Rückkehr 1931 beendete er sein Studium. Während seines letzten Praktikums erfand er eine neue Konstruktionsweise für Tachometer bei einem kleinen Stuttgarter Unternehmen. Die Erfindung wurde 1932 an die Firma Mühle & Sohn in Glashütte verkauft, wohin Hopf dann ebenfalls ging.
In Glashütte wurde er 1935 Teilhaber der Firma Pilz & Hayard, übernahm noch im selben Jahr die Geschäftsführung und heiratete am 27. Mai 1939 die Tochter des Inhabers, Lieselotte Pilz. Bis 1939 gedieh die Firma und hatte rund 300 Mitarbeiter. In Dresden gründete er die Feinmaschinenbau GmbH. Hier erlebte er auch die Luftangriffe auf Dresden. Seine Produktionsstätten in Dresden und Glashütte wurden durch Luftangriffe zerstört, eine Verlagerung ins bayerische Perlesreut scheiterte. Im Mai 1945 wurde die Firma Pilz & Hayard KG durch die sowjetische Besatzungsmacht vollständig demontiert.

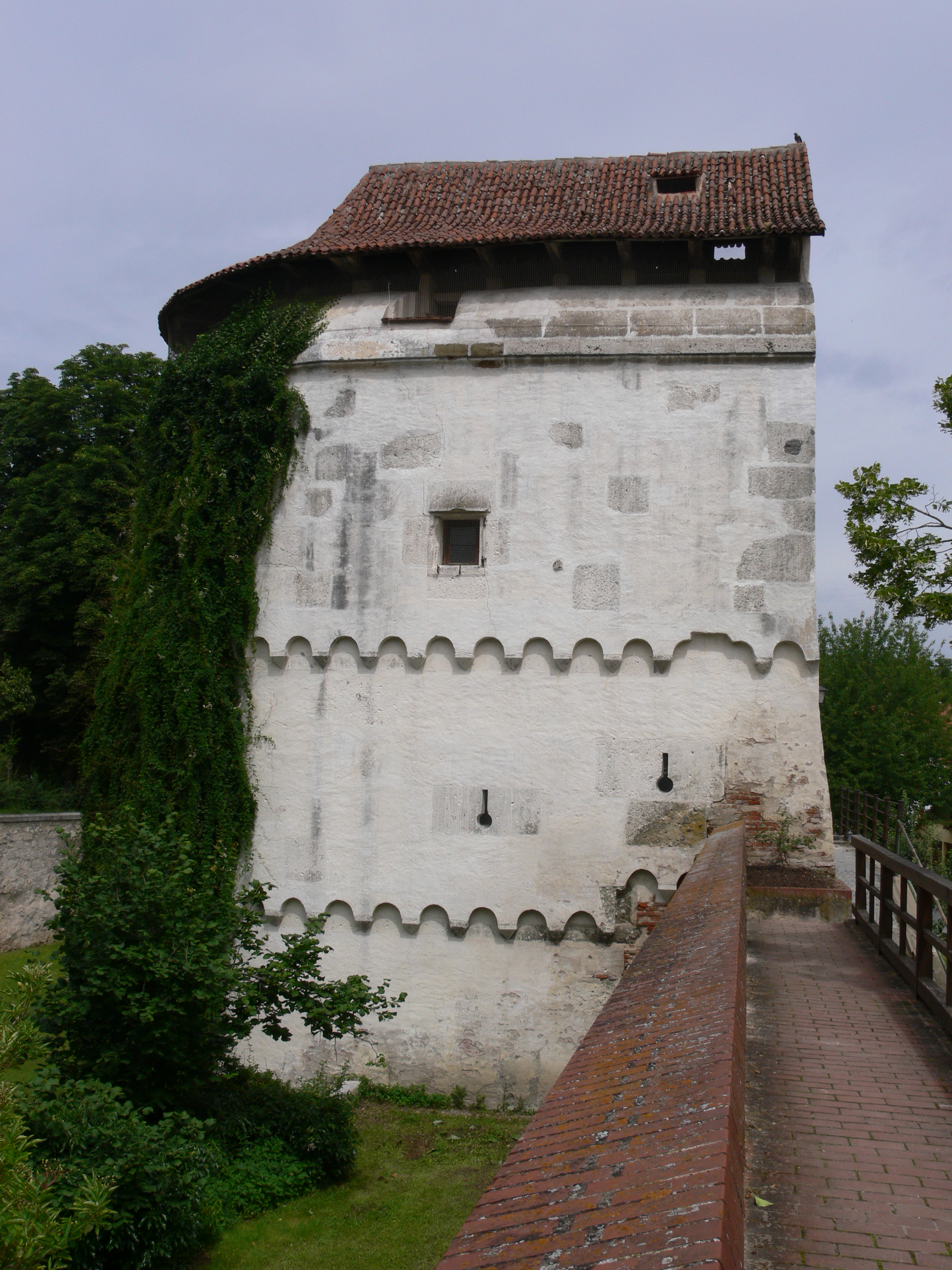
Löwenturm

1945 beschloss Hopf die Rückkehr nach Schwaben. Während der Reise musste er aufgrund der von den Amerikanern verhängten Sperrstunde in Nördlingen übernachten. Dort überredete ihn Landrat Richard Stahl, in Nördlingen zu bleiben. Bald darauf gründete er die Firma Schwäbische Uhrenfabrik GmbH, die einfache Schwabenuhren für den Nachkriegsbedarf produzierte. Die erste Produktionsstätte wurde bereits im September/Oktober 1945 in den Räumen der ehemaligen Schaffitzschen Leimfabrik in der Schwallstraße (heute Glashütter-Straße) eingerichtet. Die Kunden selbst mussten dabei Metalle für die Herstellung sammeln, da Rohstoffknappheit vorherrschte. Ende der 40er Jahre wuchs die Konkurrenz durch die weltbekannten Uhren aus dem Schwarzwald, so dass Hopf die Produktion in der dann Schwaben Präzision GmbH genannten Firma auf Strickmaschinen-Nadeln und später Zahnräder und Getriebe umstellte. Sukzessive wurde das Angebot um Feinmechanik etwa für Industrieroboter, Weltraum-Antennen und Medizintechnik erweitert. 
Bereits 1953 errichtete die Firma eine Rentenstiftung für die Mitarbeiter und führte 1955 die Gewinnbeteiligung ein. 1994 wurde das neue Montagewerk bezogen. 1996 gründete das kinderlose Ehepaar die „Fritz- und Lieselotte-Hopf-Stiftung“, die Eigentümerin der Firma wurde. Die Stiftung unterstützt Einrichtungen in der Stadt. Ebenfalls 1996 erfolgte die Namensänderung auf SPN Schwaben Präzision Fritz Hopf GmbH. Das Unternehmen produziert seit 2017 nur noch am Standort Fritz-Hopf-Straße. Derzeit (2019) stellt die Firma mit über 300 Mitarbeitern unter anderem Getriebe, Verzahnungselemente, Antriebssysteme sowie Komponenten der Antriebstechnik und Mechatronik her. Mit den zukünftigen Marktanforderungen setzt sich die „SPN – Zukunftswerkstatt 2024“ auseinander.

## Stifter und Mäzen
Während seiner Wirkungszeit in Nördlingen trat Fritz Hopf oft als Stifter und Mäzen in Erscheinung. Er stiftete Sportpreise und unterstützte kulturelle Veranstaltungen. Für sein Engagement wurde er vielfach geehrt und ausgezeichnet. Ein besonderes Vorhaben war der Wiederaufbau der Nördlinger Stadtmauer zwischen Berger Tor und Löwenturm, die dort – seit 1886 unterbrochen – gestanden hatte. Eine Gedenktafel erinnert an Hopf: „Stadtmauer und Bollwerk seit 1401. Teilweise abgerissen 1886. Wiederaufbau durch Spende von Dipl.-Ing. Fritz Hopf 1980.“

## Ehrungen
- 1976 Bayerischer Verdienstorden
- Ehrensenior der Industrie- und Handelskammer Vollversammlung
- Ehrenmitgliedschaft im Verein Rieser Kulturtage
- Goldener Ehrenring des Verein Rieser Kulturtage
- 1979 Goldene Bürgermedaille der Stadt Nördlingen
- 1997 Ehrenbürger der Stadt Nördlingen
- Fritz-Hopf-Straße in Nördlingen
- Fritz-Hopf-Technikerschule in Nördlingen